# Edmund Pietschmann
Edmund Pietschmann (* 13. Dezember 1731 in Zeidler, Böhmen als Johann Ignatius Dominicus; † 12. April 1801 in Neuzelle) war der 44. Abt des Klosters Neuzelle.

## Leben
Er wurde als Sohn des Kauf- und Handelsmanns Johann Chr. Pietschmann und seiner Frau Maria Barbara geboren, getauft wurde er am 17. Dezember 1731 unter dem Namen Johann Ignatius Dominicus. Am 1. November 1752 legte er seine Ordensprofess in Neuzelle ab und erhielt den Namen Bruder Edmundus. Er studierte Theologie in Prag und im Kloster Königsaal von 1757 bis 1760 und wurde am 10. März 1759 zum Priester geweiht. Anschließend war er Hausprofessor für Philosophie von 1763 bis 1767 und für Theologie von 1768 bis 1769. Ab Herbst 1764 war er zudem Subprior. 1765 war er Hauslehrer der Familie Daum in Berlin und war in verschiedenen seelsorgerischen Positionen tätig, ab 1770 war er Professor in verschiedenen Positionen am Erzbischöflichen Kolleg St. Adalbert in Prag.
Am 27. Juni 1775 wurde er zum Abt des Klosters Neuzelle gewählt. Aufgrund der Klostergesetzte von Kaiser Joseph II., musste er die Studenten aus Prag zurückholen und er wollte sein Kloster von der böhmischen Ordensprovinz trennen. 1783 war er zu Besuch bei der Ordensverwaltung im Kloster Cîteaux. Am 15. Oktober 1785 wurde er zum Generalvikar des neuen Lausitzer Vikariates ernannt. Dieses ging jedoch mit seinem Tod wieder unter. Am 12. April 1801 starb er und wurde in der Äbtegruft der Josefskapelle beigesetzt.